# بازار بيرمحمد
بازار بيرمحمد (بالفارسية: بازار پیرمحمد) هي قرية تقع في البلدة المركزية في إيران. يقدر عدد سكانها بـ 28 نسمة بحسب إحصاء 2016.